# PlayStation Now
PlayStation Now（プレイステーション ナウ）は、ソニー・コンピュータエンタテインメント（SCE）（現：ソニー・インタラクティブエンタテインメント）が展開していたクラウド型ゲーム提供サービス。略称は「PS Now」。2014年1月7日（太平洋標準時）にラスベガスで行われた『CES』にて発表された。
2022年3月29日にPlayStation Plusにサービスが統合されることが発表され、クラウドゲーミングサービスは「PlayStation Plus プレミアム」内の「ストリーミングゲーム」に移行された。2022年5月24日より世界各国・地域で新たなサービスが開始され、日本では2022年6月2日より新サービス体系へ移行し、PlayStation Now加入者は自動的にPlayStation Plusプレミアムへ移行する。

## 概要
PlayStation 4 (PS4) の他、様々な端末に提供するクラウド型ゲームサービスサイトで、「PlayStation Now」という名称で正式発表された。SCEの子会社であるGaikaiの技術を用いてPlayStation 3 (PS3) のゲームを提供する。
CESでの正式名称発表時には、PlayStation Vita (PS Vita) とソニーの液晶テレビBRAVIAを使ってPS3のゲームである『BEYOND: Two Souls』、『The Last of Us』、『God of War: Ascension』および『パペッティア』が実際にプレイできる形で出展された。
2014年1月28日より、アメリカでβテストが実施され、2015年1月13日より北米地区で正式サービスが開始された。
日本においては、2015年8月20日よりクローズドβテストが実施され、同年9月16日よりβサービスの提供が開始された。
画面解像度として720pを予定しており、ネットワーク環境としては、下り速度5Mbps以上が保証される安定した回線環境が必要。また、ゲームを快適にプレイするには下り速度12Mbps以上が保障される安定した回線環境が必要としている。
PlayStation Nowで提供されるゲームタイトルはトロフィーにも対応しており、通常のPS3のゲームと同じ方法でトロフィーが取得できる。
2019年5月にソニーはマイクロソフトとのクラウド方面での協力を発表、PlayStation NowのサーバーでMicrosoft Azureを利用する可能性も検討すると協力の具体案を示している。

## 対応端末
以下の端末に対応する予定。将来的にはSCEやソニー製品以外にも対応を広げる予定であったが、日本地域では最終的にPS4,PS5のみでクラウドストリーミングが展開された。
- PlayStation 5
- PlayStation 4
- PlayStation 3（北米地区）（2017年8月15日（火）をもってサービス終了）[13]
- PlayStation Vita（2017年8月15日（火）をもってサービス終了）[14]
- PlayStation Vita TV（2017年8月15日（火）をもってサービス終了）[14]
- タブレットPC　※開始日未定
- スマートフォン　※開始日未定
- BRAVIA ※2014年中にアメリカで発売されるモデル[5]。（一部2017年5月15日（月）をもってサービス終了）[14]
- ソニー製 Blu-ray Discプレーヤー ※2015年モデル以降[15] （2017年8月15日（火）をもってサービス終了）[14]
- Samsung Smart TV ※2015年モデル以降[15]（2017年8月15日（火）をもってサービス終了）[13]

- Windows PC（Microsoft Windows 7/8.1/10） ※2017年3月21日からサービス開始、ただし日本では使用不可

## 沿革
2012年
- 6月30日 - ソニー・コンピュータエンタテインメントはGaikaiを約3億8000万ドルで買収することで合意し契約締結[16]。

2013年
- 2月20日（東部標準時） - ニューヨークで現地時刻午後6時から行われたイベント『PlayStation Meeting 2013』において、PlayStation 4の発表と同時にPS3ゲームソフトのクラウド型ゲームサービス提供が予告された。

2014年
- 1月7日（太平洋標準時） - 『コンシューマー・エレクトロニクス・ショー(CES)』にて名称と概要が発表。さらに実動デモ展示。
- 1月28日（太平洋標準時） - アメリカでPS3を対象としたクローズドβテストを開始[17]。
- 5月20日 - アメリカでPS4を対象としたクローズドβテストを開始[18]
- 7月31日 - 北米地区でPS4を対象としたβサービスの提供を開始。
- 9月18日 - 北米地区でPS3を対象としたβサービスの提供を開始[19]。
- 10月14日 - 北米地区でPS VitaとPS Vita TV (PlayStation TV) を対象としたβサービスの提供を開始[20]。
- 12月24日 - サムスン電子とソニー・コンピュータエンタテインメントは北米地域において2015年上半期よりサムスン電子社製スマートテレビにも「PlayStation Now」の提供を開始する予定であると発表した[21][22]。

2015年
- 1月13日 - 北米地区でPS4を対象として正式サービスを開始[6]。北米地区での正式サービス開始時の対象ゲームタイトルは約100タイトル。
- 3月17日 - イギリスでPS4を対象としたプレビューβ版がリリース。
- 4月15日 - 欧州地区でPS4を対象としたクローズドβテストを開始[23]。
- 5月12日 - 北米地区の正式サービスにPS3が対応。
- 7月15日 - イギリスでPS4とBRAVIAを対象としたβサービスの提供を開始[24]。
- 8月20日 - 日本でPS4とPS VitaおよびPS Vita TVを対象としたクローズドβテストを開始[7]。
- 9月16日 - 日本でPS4とPS VitaおよびPS Vita TVを対象としたβサービスの提供を開始[8]。日本でのβサービス開始時の対象ゲームタイトル数は約150タイトル。
- 10月16日 - 日本におけるサービスにBRAVIAとソニー製Blu-ray Discプレーヤーの一部機種が対応[25]。

2017年
- 3月21日 - Windows用アプリ「Playstation Now for PC」配信。Windows 7/8.1/10での提供サービス開始。
- 5月15日 - 2016年製ブラビアでの提供サービス終了。[14]
- 7月11日 - レンタルサービス終了。[26]
- 8月15日 - PS Vita、Vita TV、ブラビア、ブルーレイディスクプレーヤーなどでの提供サービス終了[13][14]。対応プラットフォームがPS4とWindows PCの二つだけになる。

2019年
- 10月1日 - サービスをリニューアル、グローバルで価格改定が実施された[27]。

2021年
- 4月23日 - ストリーミングにおいて1080p解像度に対応するゲームがプレイ可能になると発表される[28]

2022年
- 3月29日 - PlayStation Plusとサービスを統合し、新たなサブスクリプションサービスとして提供する事を発表。PlayStation nowのクラウドストリーミングや提供されるゲームタイトルの遊び放題などのサービス内容は、PlayStation Plus エクストラ及び PlayStation Plus プレミアムに引き継がれる[1]。
- 5月24日 - 日本を除くアジア地域で新しいPlayStation Plusのサービスが開始された。
- 6月2日 - 日本で新しいPlayStation Plusのサービスが開始された。
- 6月13日 - 北米・中南米で新しいPlayStation Plusのサービスが開始された。
- 6月23日 - 欧州、オーストラリア、ニュージーランドで新しいPlayStation Plusのサービスが開始された。